# Тихонов, Евтихий Иванович
Евти́хий Ива́нович Ти́хонов (1857 — 20 марта 1908) — терский казак, отставной подъесаул, член Государственной думы III созыва от казачьего населения Терской области.

## Биография
По вероисповеданию старообрядец приемлющий священство Белокриницкой иерархии. Родился в бедной офицерской семье в 1857 году, принадлежавшей к роду казаков, первопоселенцев "на гребнях" (то есть на склонах Терского хребта). В 1876 году при общей мобилизации перед русско-турецкой войной 1877—1878 годов зачислен во 2-й Кизляро-Гребенской полк, с которым был отправлен на фронт. В конце 1876 года  поступил казаком в Конвой наместника Его Императорского Величества Михаила Николаевича. Благодаря службе в конвое начал заниматься самообразованием. В 1879 году принят в Ставропольское казачье юнкерское училище. Переходил из класса в класс первым учеником, в 1882 году окончил курс по первому разряду, награждён оружием с надписью «За успехи в науках». По выходе из училища произведён в хорунжие. В 1885—1886 годах в составе 1-го Кизляро-Гребенского полка участвовал в походах в Закаспийской области. 25 апреля 1886 года при падении с лошади в укреплении Мерв получил раздробление голени правой ноги и перелом левой, после чего вышел в отставку в чине подъесаула и занялся сельским хозяйством, в частности виноделием. Владел земельным наделом в 173 десятины (имущество оценено в 50 тысяч рублей). С 1891 года  попечитель Червлёного станичного училища. Занимался общественной деятельностью: создал двух классное училище, позже преобразованное в шести классное; организовывал казачьи съезды. Член партии «Союз 17 октября». Женат.
14 октября 1907 избран в Государственную думу III созыва от съезда уполномоченных от казачьих станиц Терской области. Другими кандидатами были М. П. Кротов из станицы Терской и К. А. Александров из станицы Грозненской. Вошёл во фракцию «Союза 17 октября». Член комиссии по рыболовству, комиссии по старообрядческим делам и комиссии по государственной обороне. 4 марта 1908 из-за болезни сложил с себя звание члена Государственной Думы. 20 марта 1908 года Е. Н. Тихонов скончался в станице Червлённой.
Торжественные панихиды по умершему были совершены 29 марта в Христорождественском храме Рогожского кладбища в Москве и 30 марта в храме Громовского кладбища в Санкт-Петербурге. Среди молящихся в столице присутствовали: члены Государственной думы - старообрядцы, приемлющие священство: Д. П. Гулькин, И. Л. Мерзляков, И. Л. Спирин, не приемлющие священства: М.К Ермолаев и Ф. Н. Чиликин; а также представители всероссийского съезда старообрядцев. Собравшимися была составлена сочувственная телеграмма семье почившего.
12 сентября 1908 года на дополнительных выборах в Государственную думу от съезда уполномоченных от казачьих станиц на место Е. И. Тихонова был избран Н. В. Лисичкин.

## Награды
- орден Святого Станислава 3 степени[2];
- орден Святой Анны 3 степени[2]